# Billy Talent (album)
Billy Talent è il primo album in studio del gruppo musicale canadese Billy Talent, pubblicato nel 2003.

## Tracce
1. This Is How It Goes – 4:18
2. Living in the Shadows – 3:18
3. Try Honesty – 4:16
4. Line & Sinker – 3:40
5. Lies – 3:02
6. The Ex – 2:43
7. River Below – 3:02
8. Standing in the Rain – 3:23
9. Cut the Curtains – 3:59
10. Prisoners of Today – 3:49
11. Nothing to Lose – 3:46
12. Voices of Violence – 3:11

## Formazione
- Benjamin Kowalewicz - voce
- Ian D'Sa - chitarra
- Jonathan Gallant - basso
- Aaron Solowoniuk - batteria